# Арена „Клајмет плеџ”
Арена „Клајмет плеџ” је арена у Сијетлу, у савезној држави Вашингтон. Налази се у самом центру града. Прима око 17.000 гледалаца. У овој арени утакмице су играли Суперсоникси, који су угашени 2008. године. Ова Арена ће од 2021. бити домаћин новој НХЛ франшизи Сијетл кракену.